# 幽靈終結者2007
《幽靈終結者2007》（英語：The Hitcher）是2007年重新拍攝1986年同樣名字的恐怖片。影片設定為R級血腥暴力、恐怖和語言。電影原本計劃在2007年4月13日上影，但由於早期製作關係提早在2007年2月9日，再提前在2007年1月19日上影。
影片預定在英國2007年4月9日上影，但被延遲到2007年6月22日。

## 外部連結
- 官方网站
- 互联网电影数据库（IMDb）上《幽靈終結者2007》的资料（英文）
- Box Office Mojo上《幽靈終結者2007》的資料（英文）
- 豆瓣电影上《幽靈終結者2007》的資料 （简体中文）
- 爛番茄上《幽靈終結者2007》的資料（英文）
- Metacritic上《幽靈終結者2007》的資料（英文）